# Battlefield 2042
Battlefield 2042 é um jogo eletrônico de tiro em primeira pessoa desenvolvido pela DICE e publicado pela Electronic Arts. É o décimo sétimo título da série Battlefield e a sequência de Battlefield V, de 2018. Foi lançado em 19 de novembro de 2021, para Microsoft Windows, PlayStation 4, PlayStation 5, Xbox One e Xbox Series X/S. Ao contrário dos jogos mais recentes da franquia, Battlefield 2042 é exclusivamente multijogador e não possui uma campanha para um jogador. Além disso, o jogo conta com jogabilidade multiplataforma, elemento inédito na série.

## Jogabilidade
Semelhante aos seus predecessores, Battlefield 2042 é um jogo de tiro em primeira pessoa com foco em multijogador. Como o jogo se passa em um futuro próximo, ele apresenta armas modernas e dispositivos como torres e drones implantáveis, bem como veículos que os jogadores podem comandar. Os jogadores agora podem solicitar um lançamento aéreo do veículo para qualquer local. O jogo também apresenta um novo sistema que permite aos jogadores personalizar suas armas "in-game". O sistema de classes foi significativamente revisado. Os jogadores podem assumir o controle de um especialista que se enquadra nas quatro classes de jogo de Battlefield tradicionais de Assault, Engineer, Medic e Recon. Esses personagens podem empunhar todas as armas e dispositivos que os jogadores desbloquearam. Cada operador tem suas próprias habilidades e dispositivos exclusivos. Por exemplo, uma das especialistas, Emma "Sundance" Rosier, está equipada com um wingsuit, enquanto outra, Maria Falck, está equipada com uma pistola de cura. O jogo será lançado com 10 especialistas. Os momentos de "levolution" e mapas destrutivos do Battlefield 4 retornarão, e os efeitos climáticos extremos, como tornados e tempestades de areia, que podem levar os jogadores a um vórtice e reduzir drasticamente a visibilidade respectivamente, também estarão presentes no Battlefield 2042. O jogo contará com sete mapas no lançamento.
O jogo possui três modos de jogo principais. "All-Out Warfare" engloba "Breakthrough" e "Conquest", dois modos básicos da série. No Conquest, duas equipes lutam entre si para capturar pontos de controle; assim que os pontos de controle em um setor forem capturados, a equipe controlará esse setor. Em Breakthrough, uma equipe deve tentar capturar os pontos de controle de outra equipe, enquanto outra equipe deve defendê-los. Ambos os modos podem ser jogados com e contra inteligência artificial. As versões para PC, PS5 e Xbox Series X e Series S suportam 128 jogadores, enquanto as versões PS4 e Xbox One suportam apenas 64 jogadores. Outros modos incluídos no jogo são um modo multijogador cooperativo chamado Hazard Zone e uma plataforma voltada para a comunidade chamada Battlefield Portal. O Portal permite que os jogadores criem modos multijogador personalizados e recursos selecionados de mapas de jogos anteriores do Battlefield. Além disso, os jogadores serão capazes de modificar os principais elementos do jogo, como saúde, carregamento de armas e movimento por meio de um aplicativo de script baseado na web.
Pela primeira vez na série, Battlefield 2042 contará com suporte para jogo multiplataforma com as versões para PC, PlayStation 5 e X/S, enquanto os jogadores das versões PlayStation 4 e Xbox One estarão restritos apenas aos jogadores nas plataformas mencionadas.

## Sinopse

### Cenário e personagens
O Battlefield 2042 não possui uma campanha para um jogador. Em vez disso, a história é contada por meio de um jogo multiplayer. Décadas de devastação causada pela mudança climática (incluindo o colapso da União Europeia e subsequentes refugiados do clima conhecidos como "No-Pats") chegam a um pico em 2040 quando ocorre um evento da síndrome de Kessler, fazendo com que 70% dos satélites em órbita caiam na Terra . O apagão global resultante faz com que as tensões entre os Estados Unidos e a Rússia aumentem vertiginosamente, com a guerra estourando no ano 2042.
Fora da jogabilidade multijogador, a história também é contada no site oficial da Electronic Arts para Battlefield 2042. A curta-metragem independente intitulado Exodus, que retrata os eventos que antecederam a guerra 2042 e apresenta o retorno do soldado Irish que teve sua primeira aparição na campanha de Battlefield 4, o curta-metragem estreou em 12 de agosto de 2021, através do canal oficial do Battlefield no YouTube.
O jogo apresenta uma das últimas atuações de Michael K. Williams, reprisando o papel de Kimble "Irish" Graves em Battlefield 4.
Os 10 especialistas anunciados atualmente são:
- Webster Mackay, um ex-soldado canadense que é ágil e usa um gancho para percorrer o mapa todo podendo ser usado de várias formas.
- Maria Falck, uma médica alemã que possui uma pistola que atira dardos curativos.
- Wikus "Casper" Van Daele, um atirador sul-africano que possui um dispositivo para detectar movimento de inimigos próximos.
- Pyotr "Boris" Guskovsky, um engenheiro de combate russo que pode posicionar armas de sentinela.
- Kimble "Irish" Graves, um ex-fuzileiro naval dos Estados Unidos (e personagem recorrente do Battlefield 4) que defende seus companheiros de equipe com escudos à prova de balas desdobráveis.
- Navin Rao, um hacker indiano habilidoso que pode derrubar redes inimigas.
- Santiago "Dozer" Espinoza, um mexicano resistente a explosivos, ele também possui um escudo balístico que reflete projéteis.
- Emma "Sundance" Rosier, uma francesa habilidosa com explosivos que usa seu wingsuit para voar.
- Ji-Soo Paik, uma sul-coreana cujas habilidades permitem que ela localize inimigos com facilidade.
- Constantin "Angel" Anghel, um romeno que pode reanimar seus companheiros de equipe à saúde plena rapidamente e convocar drops de carga.

## Desenvolvimento
O jogo é atualmente desenvolvido pelo desenvolvedor da série DICE na Suécia, com Ripple Effect Studios, EA Gothenburg e Criterion Games auxiliando no desenvolvimento. Ele tem a maior equipe de desenvolvimento de um jogo Battlefield, e a Criterion teve que colocar a produção do próximo jogo Need for Speed em espera para ajudar a DICE. Ao contrário das parcelas anteriores da série, o jogo não terá uma campanha tradicional para um jogador. Isso permitiu à DICE alocar mais recursos para desenvolver a parte multiplayer, que foi considerada a área de especialização do estúdio. Em vez disso, a história será contada por meio de especialistas, que são personagens nomeados e totalmente expressos que têm sua própria história e perspectiva. A narrativa foi descrita como "evoluindo" à medida que novos operadores e locais seriam adicionados ao jogo após o lançamento. Enquanto a narrativa do jogo retrata um mundo devastado pelo apocalipse climático.
Como cada partida agora pode acomodar mais jogadores, o time expandiu significativamente o tamanho dos mapas. No entanto, em vez de simplesmente criar mapas enormes, os locais no jogo foram projetados com base na ideia de "agrupamento", a fim de direcionar os jogadores para uma direção específica onde eles possam interagir com outros jogadores. Daniel Berlin, o diretor de design do jogo, descreveu os mapas como "vários mapas menores costurados juntos". A decisão de incluir inteligência artificial no modo All-out Warfare foi tomada no início do desenvolvimento do jogo, pois a equipe acreditava que seria um bom ponto de entrada para iniciantes. O Ripple Effect, anteriormente DICE Los Angeles, liderou o desenvolvimento do Battlefield Portal . O jogo roda na última versão do motor Frostbite.
Uma curta demonstração de trabalho em andamento do jogo foi mostrada no evento 2020 EA Play Live, provocando batalhas em grande escala e animações faciais detalhadas.  O jogo foi anunciado oficialmente em 9 de junho de 2021. Um beta aberto ocorreu de 6 a 9 de outubro de 2021, antes do lançamento oficial do jogo em 19 de novembro de 2021, para Windows, PlayStation 4, PlayStation 5, Xbox One e Xbox Series X e Series S. O lançamento foi adiado em relação à data de lançamento original, em 22 de outubro, devido aos impactos da pandemia de COVID-19. O jogo adotará o modelo de passe de batalha, já que a EA planeja oferecer suporte extensivo ao jogo com conteúdo para download durante a vida do game. O conteúdo do jogo seria gratuito para todos os jogadores, enquanto os jogadores que comprassem o passe de batalha receberiam itens cosméticos adicionais.